# Pseudocolus fusiformis
A Pseudocolus fusiformis é uma espécie de fungo da família Phallaceae, uma família conhecida por uma variedade notável de tipos de cogumelos. É comumente conhecida como lula fedorenta, devido ao seu odor fétido e aos seus três ou quatro "braços" verticais. O odor fétido vem da gleba viscosa verde-escura que cobre as faces internas dos braços e atrai insetos que ajudam a dispersar os esporos.
É o membro mais amplamente distribuído do gênero Pseudocolus e foi encontrado nos Estados Unidos, na Austrália e na Ásia.

## Taxonomia
A primeira descrição dessa espécie na literatura foi em 1890, sob o nome Colus fusiformis, quando Eduard Fischer escreveu uma descrição com base em uma pintura que encontrou no Museu Nacional de História Natural de Paris. Em uma monografia de 1944 sobre os Gasteromycetes da Austrália e Nova Zelândia, Gordon Herriot Cunningham considerou essa denominação como um nomen nudum - não publicado com uma descrição adequada. No entanto, era válido de acordo com as regras do Código Internacional de Nomenclatura Botânica. Em 1899, Penzig descreveu a espécie Colus javanicus com base em um único espécime encontrado em Java e, um ano depois, Fischer alterou o nome de seu Colus fusiformis original para Colus javanicus, pois não estava satisfeito com a qualidade de sua descrição original. Apesar de suas dúvidas sobre a validade de sua descrição, sua denominação original é legítima e tem prioridade sobre C. javanicus.
Em 1907, Curtis Gates Lloyd descreveu o novo gênero Pseudocolus e reduziu várias espécies a sinônimos de Pseudocolus fusiformis. A primeira descrição norte-americana dessa espécie (como Colus schellenbergiae) foi feita em 1916 por David Ross Sumstine; Johnson mais tarde (1929) transferiu-a para Pseudocollus schellenbergiae. Embora Cunningham (1931) tenha revisado o gênero Anthurus para incluir membros de Pseudocolus, Dring, em 1973, considerou os gêneros distintos. Até o surgimento de um extenso estudo publicado em 1980, 13 binômios diferentes haviam sido usados na literatura para nomear a espécie. O Index Fungorum lista os seguintes sinônimos de P. fusiformis:
- Colus fusiformis E.Fisch. (1891)
- Colus elegans Welw. (1842)
- Anthurus rothae (Berk. ex E.Fisch.) E.Fisch. (1893)
- Colus rothae Berk. ex E.Fisch. (1893)
- Pseudocolus rothae (E.Fisch.) Yasuda (1916)
- Colus javanicus Penz. (1899)
- Pseudocolus javanicus (Penz.) Lloyd (1907)
- Anthurus javanicus (Penz.) G.Cunn. (1931)
- Pseudocolus rothae Lloyd (1907)
- Colus rothae (Lloyd) Sacc. e Traverso (1910)
- Colus schellenbergiae Sumst. (1916)
- Pseudocolus schellenbergiae (Sumst.) M.M.Johnson (1929)

## Descrição
Os basidiomas imaturos se assemelham a um ovo ou pera, de cor marrom-acinzentada a cinza-claro, com dimensões de 0,5 a 2,5 cm de diâmetro; a superfície superior é dividida em pequenas regiões por rachaduras ou fendas (areoladas). À medida que o fungo amadurece, o basidioma se abre e forma um talo com braços afunilados, uma volva e uma massa de esporos conhecida como gleba.

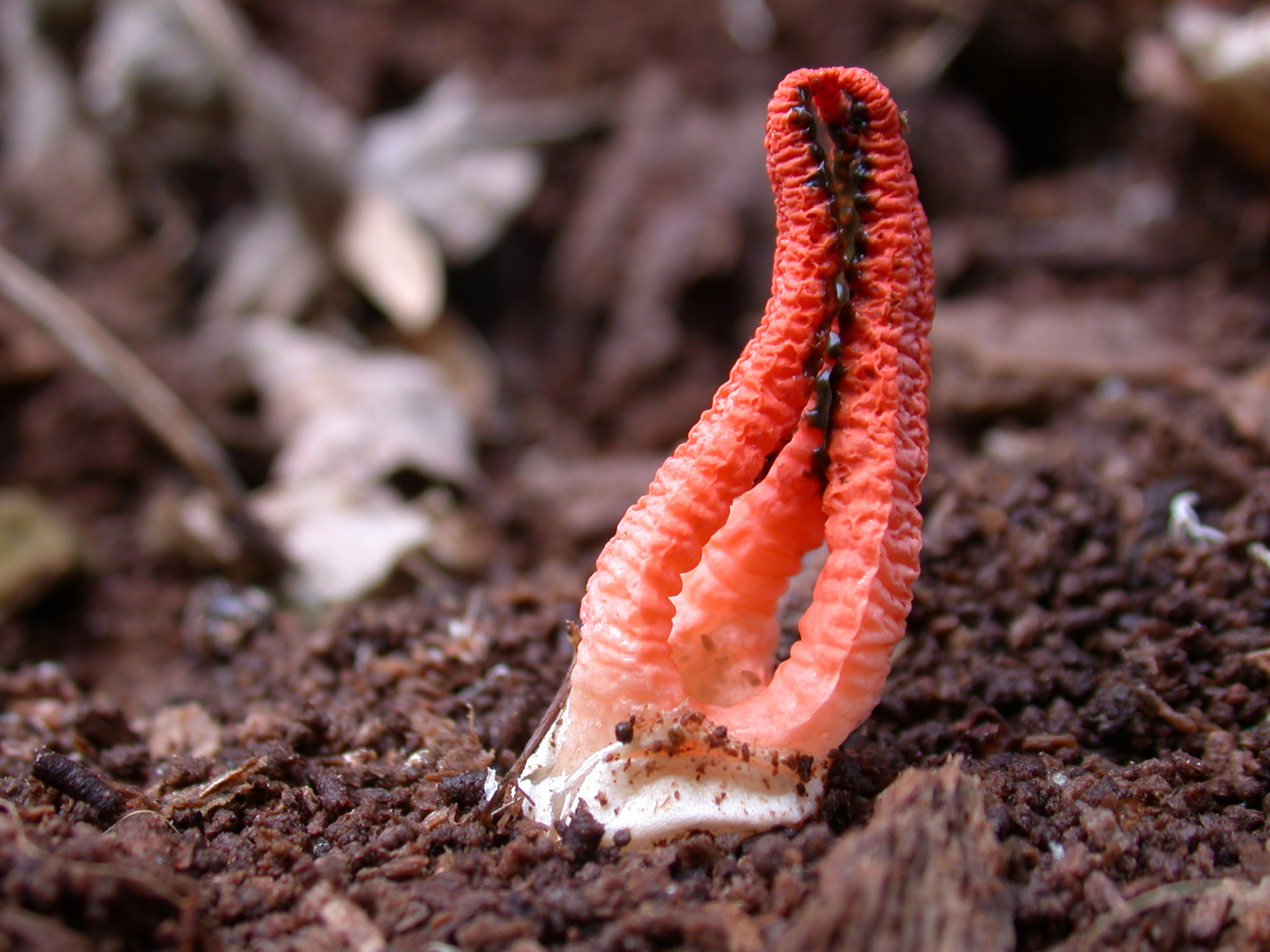
Basidioma maduro de P. fusiformis

O basidioma maduro tem normalmente de 3 a 6 cm de altura, com braços que têm de 2 a 5 vezes o comprimento do estipe. O estipe em si não se estende além da volva e é oco, de paredes finas, com câmaras, enrugado e se alarga em direção à extremidade superior. A cor do estipe é branca ou branco-acinzentada; ele tem de 1,0 a 3,5 cm de altura e de 0,5 a 2,5 cm de espessura no diâmetro mais largo. Os três ou quatro braços que se estendem do estipe têm em média 3,6 cm de comprimento (variando de 1 a 13 cm), são enrugados e contém a gleba. Os braços, que são unidos na parte superior, têm o formato de uma lança (lanceolada) apontada para o ápice; são de cor laranja. A estrutura interna dos braços é composta de câmaras; uma câmara grande na parte externa e, normalmente, três câmaras menores na parte interna do braço. A gleba é comumente encontrada nos dois terços superiores da superfície interna dos braços, é verde-escura e viscosa. O odor fétido da gleba, descrito por um autor como comparável a "esterco fresco de porco", atrai insetos que ajudam a dispersar os esporos.
Os esporos são elípticos ou ovóides, lisos, translúcidos (hialinos), com dimensões de 4,5 a 5,5 por 2 a 2,5 μm. Os basídios, as células portadoras de esporos, estão ligados a 6 a 8 esporos sésseis.

### Espécies semelhantes
A espécie Clathrus columnatus se parece um pouco com a P. fusiformis por ter 3 ou 4 braços que se estendem para cima e se unem na parte superior. No entanto, ao contrário da C. columnatus, os braços da P. fusiformis compartilham uma haste comum e a forma de ovo imatura é cinza ou marrom-acinzentada, em vez de branca.
A Clathrus archeri [en] tem braços mais parecidos com tentáculos.

## Habitat e distribuição
Essa espécie cresce de forma dispersa ou em grupos em solo perturbado em florestas de coníferas ou mistas. Também é encontrada crescendo em lascas de madeira usadas como cobertura morta em jardins ou para paisagismo; Blanton também relatou seu crescimento "solitário e muito grande" em um jardim.
A Pseudocolus fusiformis foi coletada em diversos locais do mundo, incluindo Europa, Austrália, Japão, Java, Filipinas, Ilha da Reunião, Estados Unidos, e Turquia.
Acredita-se que tenha sido introduzido do sudeste da Ásia na América do Norte, onde pode ser encontrado de maio a setembro. Nos Estados Unidos (incluindo Alasca), foi coletado pela primeira vez em Pittsburgh em 1915; desde então, foi encontrado no Alabama, Connecticut, Geórgia, Louisiana, Flórida, Massachusetts, Mississippi, Nova Jersey, Nova York, Carolina do Norte, Rhode Island, Tennessee e Virgínia; também foi encontrado no Havaí.

## Não comestibilidade
Embora não seja considerado venenoso, o cogumelo P. fusiformis não é recomendado para consumo. Algumas espécies relacionadas, como a Phallus impudicus ou a Mutinus caninus [en], são consideradas comestíveis (ou até mesmo deliciosas) no estágio de ovo imaturo; no entanto, o odor desagradável na maturidade provavelmente impediria a maioria das pessoas de comê-los.

## Links externos
- Imagens em Mushroom Observer
- Pseudocolus fusiformis em Index Fungorum